# Artur Rojek
Artur Marcin Rojek (ur. 6 maja 1972 w Mysłowicach) – polski muzyk, wokalista, autor tekstów i kompozytor, członek zespołów Myslovitz (1992–2012) i Lenny Valentino (1998–2001). Pomysłodawca i dyrektor artystyczny Off Festivalu. Członek Akademii Fonograficznej Związku Producentów Audio-Video (ZPAV).

## Młodość
Urodził się i dorastał w Mysłowicach, jego matka pochodzi z Siemianowic Śląskich, a ojciec – z Jęzora. Jego ojciec był górnikiem. Po rozwodzie rodziców trafił pod opiekę matki, która w 1982 ponownie wyszła za mąż. Ma przyrodniego brata Krystiana i siostrę Sylwię.
Jako czterolatek uniknął potrącenia przez samochód, co po latach opisał w piosence „Lato ’76”.

Wyskoczyłem z sieni wprost pod rozpędzony samochód. Ledwo wyhamował. Prababcia, widząc to, co się dzieje przez okno, zemdlała.

Uprawiał pływanie, w 1979 rozpoczął regularne treningi. Trenował w klubie Górnik 09 Mysłowice. W 1985 został mistrzem Polski juniorów młodszych na 400 metrów kraulem. W młodości rozpoczął także treningi biegowe, kilkukrotnie przebiegł maraton. Dorabiał jako ratownik na kąpielisku w Słupnej.
Uczęszczał do I Liceum Ogólnokształcącego im. Tadeusza Kościuszki w Mysłowicach. Ukończył studia na Akademii Wychowania Fizycznego w Katowicach; pracę magisterską napisał o dziesięciu najwybitniejszych pływakach XX wieku. W okresie studiów dorabiał jako sanitariusz w pogotowiu. Pracował także jako nauczyciel wychowania fizycznego m.in. w Szkole Podstawowej nr 24 w Mysłowicach oraz w szkole samochodowej.

## Działalność muzyczna
Prowadził audycję 60 minut w Rock Radiu (w środowe wieczory), w której prezentował głównie alternatywną muzykę gitarową z Wielkiej Brytanii. W drugiej połowie lat 90. prowadził również audycję w sosnowieckim Radiu Rezonans. Ponadto, prowadził rubrykę „Pop & Rock” w dodatku do gazety „Dziennik Polska-Europa-Świat” – Kultura TV.
W 1992 przy Miejskim Domu Kultury w Mysłowicach założył zespół The Freshmen, któremu z czasem zmieniono nazwę na Myslovitz. Był gitarzystą i wokalistą zespołu, a także autorem tekstów i kompozytorem muzyki. W 2012, po nagraniu ośmiu albumów studyjnych, opuścił zespół.
Równocześnie z działalnością w Myslovitz w 1998 wraz z liderem zespołu Negatyw, perkusistą Myslovitz Wojtkiem Kuderskim oraz Michałem Kortebą założył grupę Lenny Valentino. Z zespołem wydał album studyjny pt. Uwaga! Jedzie tramwaj, który zebrał przychylne recenzje dziennikarzy. W 2010 zakończył działalność zespołu.
Był wielokrotnie nominowany do „Fryderyka” w kategoriach: wokalista roku (1997, 1999, 2000, 2001, 2002), autor roku (2001) i kompozytor roku (2001). Jest laureatem nagród w innych plebiscytach, m.in. pism „Teraz Rock” i „Machina”.
W 2005 napisał wraz z Katarzyną Nosowską i Grabażem utwór „Prosta rzecz”, który stał się hymnem Idea Ekstraklasy.
W 2006 zorganizował w Mysłowicach pierwszą edycję Off Festivalu.
4 kwietnia 2014 nakładem wytwórni muzycznej Kayax wydał debiutancki solowy album studyjny pt. Składam się z ciągłych powtórzeń. Dotarł z nim do drugiego miejsca polskiej listy przebojów – OLiS. We wrześniu 2014 odebrał certyfikat platynowej płyty za sprzedaż albumu w 30-tysięcznym nakładzie w Polsce. W kwietniu 2015 odebrał statuetkę „Fryderyka” za wygraną w kategorii album roku – pop.
W sierpniu 2021 wziął udział w akcji promocyjnej „Wszystko mi mówi” Tymbarku. W ramach tego przedsięwzięcia wraz z Vito Bambino, zespołem Kwiat Jabłoni i Sanah nagrali teledysk, w którym śpiewają swoje wersje utworu Skaldów pt. „Wszystko mi mówi, że mnie ktoś pokochał”.
Od 2022 roku jest dyrektorem artystycznym festiwalu Great September, który odbywa się w Łodzi.

## Życie prywatne
26 czerwca 2006 poślubił Annę, z którą związał się w 1993. Mają dwóch synów, Franciszka (ur. 6 października 2007) i Antoniego (ur. 2012).

## Instrumentarium
- Rickenbacker 330
- Fender Telecaster Thinline '72
- Fender Jaguar
- Gibson Les Paul Special
- Martin Acoustic

## Zespół
Aktualni członkowie zespołu Artura Rojka
- Artur Rojek – gitara, wokal prowadzący
- Katarzyna Piszek – instrumenty klawiszowe, wokal wspierający
- Lesław Matecki – gitara, wokal wspierający
- Tomasz Kasiukiewicz – gitara basowa, programowanie, wokal wspierający
- Marcin Ułanowski – perkusja, wokal wspierający

## Publikacje
- Artur Rojek, Aleksandra Klich, Inaczej, Agora, 2015, ISBN 978-83-268-2314-5.

## Dyskografia
Albumy solowe
| Rok  | Album                                                                           | Pozycja na liście | Sprzedaż       | Certyfikat                 |
| Rok  | Album                                                                           | POL               | Sprzedaż       | Certyfikat                 |
| ---- | ------------------------------------------------------------------------------- | ----------------- | -------------- | -------------------------- |
| 2014 | Składam się z ciągłych powtórzeń - Data: 4 kwietnia 2014 - Wydawca: Kayax/Agora | 2                 | - POL: 60 000+ | - ZPAV: 2× platynowa płyta |
| 2020 | Kundel - Data: 13 marca 2020 - Wydawca: Kayax/Agora                             | 3                 | - POL: 15 000+ | - ZPAV:złota płyta         |

Albumy koncertowe
| Rok  | Album                                                                  | Pozycja na liście |
| Rok  | Album                                                                  | POL               |
| ---- | ---------------------------------------------------------------------- | ----------------- |
| 2017 | Artur Rojek: Koncert w NOSPR - Data: 3 listopada 2017 - Wydawca: Kayax | 4                 |

Notowane i certyfikowane utwory
| Rok                         | Tytuł                                                                                         | Pozycja na liście | Pozycja na liście | Pozycja na liście | Certyfikat               | Album                                    |
| Rok                         | Tytuł                                                                                         | POL               | LP3               | SLiP              | Certyfikat               | Album                                    |
| --------------------------- | --------------------------------------------------------------------------------------------- | ----------------- | ----------------- | ----------------- | ------------------------ | ---------------------------------------- |
| 2001                        | „50 tysięcy 881” (Andrzej Smolik, gośc. Artur Rojek)                                          | –                 | 1                 | 19                |                          | Smolik                                   |
| 2004                        | „Jeszcze jeden piękny dzień” (Andrzej Smolik, gośc. Artur Rojek)                              | –                 | 19                | –                 |                          |                                          |
| 2005                        | „Prosta rzecz” (oraz Katarzyna Nosowska i Grabaż)                                             | –                 | 15                | 24                |                          |                                          |
| 2007                        | „Cisza i wiatr”                                                                               | –                 | 1                 | 24                |                          | Rodzinka Robinsonów (ścieżka dźwiękowa)  |
| 2007                        | „W drodze”                                                                                    | –                 | 1                 | 6                 |                          |                                          |
| 2010                        | „Nieodwaga” (Pustki; gośc. Artur Rojek)                                                       | –                 | 20                | –                 |                          | Kalambury                                |
| 2014                        | „Beksa”                                                                                       | –                 | 1                 | –                 |                          | Składam się z ciągłych powtórzeń         |
| 2014                        | „Syreny”                                                                                      | 9                 | 1                 | 1                 |                          | Składam się z ciągłych powtórzeń         |
| 2014                        | „Czas, który pozostał”                                                                        | –                 | 1                 | –                 |                          | Składam się z ciągłych powtórzeń         |
| 2017                        | „Cucurrucucú paloma”                                                                          | –                 | 7                 | –                 |                          | Artur Rojek: Koncert w NOSPR             |
| 2017                        | „Lekkość”                                                                                     | –                 | 10                | –                 |                          | Artur Rojek: Koncert w NOSPR             |
| 2017                        | „Długość dźwięku samotności” (live in NOSPR)                                                  | –                 | 9                 | –                 |                          | Artur Rojek: Koncert w NOSPR             |
| 2020                        | „Sportowe życie”                                                                              | –                 | 7                 | 14                |                          | Kundel                                   |
| 2020                        | „Bez końca”                                                                                   | –                 | 1                 | 10                |                          | Kundel                                   |
| 2020                        | „Układ”                                                                                       | –                 | X                 | 35                |                          | Kundel                                   |
| 2020                        | „A miało być jak we śnie” (gośc. Taco Hemingway)                                              | –                 | X                 | 32                |                          | Kundel                                   |
| 2021                        | „Wszystko mi mówi, że mnie ktoś pokochał”                                                     | 31                | X                 | –                 |                          |                                          |
| 2022                        | „Tęsknię sobie” (oraz Sanah)                                                                  | –                 | X                 | –                 | - ZPAV: diamentowa płyta | Uczta                                    |
| 2022                        | „Pusty” (oraz CatchUp i Magiera)                                                              | 18                | X                 | –                 |                          |                                          |
| 2023                        | „Całkiem nowa bajka” (oraz Igo, Kaśka Sochacka, Mrozu, Brodka, Ralph Kaminski, Bedoes, Sokół) | 3                 | X                 | 1                 | - ZPAV: diamentowa płyta | Akademia pana Kleksa (ścieżka dźwiękowa) |
| 2023                        | "Odrobinę więcej"                                                                             | –                 | –                 | –                 |                          |                                          |
| 2024                        | „Długość dźwięku samotności” (oraz Dawid Podsiadło; na żywo, Stadion Śląski 2022)             | –                 | –                 | –                 | - ZPAV: złota płyta      | Lata dwudzieste z kawałkiem              |
| 2025                        | „Dziwna” (Daria Zawiałow, gośc. Artur Rojek)                                                  | 2                 | –                 | –                 |                          | Dziewczyna pop                           |
| „–” utwór nie był notowany. |                                                                                               |                   |                   |                   |                          |                                          |

Inne
| Album                                                       | Rok  | Uwagi                                                                                 | Źródło |
| ----------------------------------------------------------- | ---- | ------------------------------------------------------------------------------------- | ------ |
| Andrzej Smolik – Smolik                                     | 2001 | gościnnie śpiew w utworze „50 Tysięcy 881”                                            | [ 57 ] |
| Andrzej Smolik – Smolik 2                                   | 2003 | gościnnie śpiew w utworze „Dig I Din”                                                 | [ 58 ] |
| Silver Rocket – Unhappy Songs                               | 2006 | gościnnie śpiew w utworze „Now”                                                       | [ 59 ] |
| Andrzej Smolik – 3                                          | 2006 | gościnnie śpiew w utworze „50 Trees”                                                  | [ 60 ] |
| Rodzinka Robinsonów (ścieżka dźwiękowa)                     | 2007 | wykonawca utworów „Cokolwiek się zdarzy” i „Cisza i wiatr”                            | [ 61 ] |
| The Complainer & The Complainers – Power Joy Happiness Fame | 2008 | gościnnie śpiew w utworach „Substytuty” i „Metka”                                     | [ 62 ] |
| Pustki – Kalambury                                          | 2009 | gościnnie śpiew w utworze „Nieodwaga”                                                 | [ 63 ] |
| Dawid Podsiadło – Lata dwudzieste z kawałkiem               | 2024 | gościnnie śpiew w utworze „Długość dźwięku samotności (na żywo, Stadion Śląski 2022)” | [ 64 ] |

## Teledyski
| Tytuł                                                                             | Rok  | Reżyseria        | Album                            | Źr.    |
| --------------------------------------------------------------------------------- | ---- | ---------------- | -------------------------------- | ------ |
| Katarzyna Nosowska, Artur Rojek, Grabaż – „Prosta rzecz”                          | 2005 | Piotr Rzepliński | –                                | [ 65 ] |
| „Beksa”                                                                           | 2014 | Michał Braum     | Składam się z ciągłych powtórzeń | [ 66 ] |
| „Syreny”                                                                          | 2014 | Tomasz Gliński   | Składam się z ciągłych powtórzeń | [ 67 ] |
| „Wszystko mi mówi, że mnie ktoś pokochał”                                         | 2021 | Grajper          | –                                | [ 68 ] |
| „Wszystko mi mówi, że mnie ktoś pokochał”                                         | 2021 | Grajper          | –                                | [ 69 ] |
| „Wszystko mi mówi, że mnie ktoś pokochał” (Sanah, gościnnie: Artur Rojek)         | 2021 | Grajper          | –                                | [ 70 ] |
| „Wszystko mi mówi, że mnie ktoś pokochał” (Kwiat Jabłoni, gościnnie: Artur Rojek) | 2021 | Grajper          | –                                | [ 71 ] |
| „Wszystko mi mówi, że mnie ktoś pokochał” (Vito Bambino, gościnnie: Artur Rojek)  | 2021 | Grajper          | –                                | [ 72 ] |

## Nagrody i wyróżnienia
| Rok  | Tytułem                          | Kategoria                     | Nagroda                   | Nota        | Źródło |
| ---- | -------------------------------- | ----------------------------- | ------------------------- | ----------- | ------ |
| 1997 | Artur Rojek                      | Wokalista roku                | Fryderyk                  | Nominacja   | [ 73 ] |
| 1999 | Artur Rojek                      | Wokalista roku                | Fryderyk                  | Nominacja   | [ 74 ] |
| 2000 | Artur Rojek                      | Wokalista roku                | Fryderyk                  | Nominacja   | [ 75 ] |
| 2001 | Artur Rojek                      | Wokalista roku                | Fryderyk                  | Nominacja   | [ 76 ] |
| 2001 | Artur Rojek                      | Autor roku                    | Fryderyk                  | Nominacja   | [ 76 ] |
| 2001 | Artur Rojek                      | Kompozytor roku               | Fryderyk                  | Nominacja   | [ 76 ] |
| 2002 | Artur Rojek                      | Wokalista roku                | Fryderyk                  | Nominacja   | [ 77 ] |
| 2003 | Artur Rojek                      | Wokalista roku                | Fryderyk                  | Nominacja   | [ 78 ] |
| 2005 | Artur Rojek                      | n.d.                          | Cegła Janoscha            | Laureat     | [ 79 ] |
| 2006 | Artur Rojek                      | Wokalista roku                | Fryderyk                  | Nominacja   | [ 80 ] |
| 2006 | Artur Rojek                      | Muzyka                        | Mateusze                  | Nominacja   | [ 81 ] |
| 2012 | Artur Rojek                      | Osobowość roku                | Koryfeusz Muzyki Polskiej | Nominacja   | [ 82 ] |
| 2014 | Artur Rojek                      | Artysta sceny roku            | Wiktory 2014              | Nominacja   | [ 83 ] |
| 2014 | „Beksa”                          | Grand Prix                    | Yach Film                 | Nominacja   | [ 84 ] |
| 2014 | Artur Rojek                      | Najlepszy Polski Wykonawca    | MTV Europe Music Award    | Nominacja   | [ 85 ] |
| 2014 | Artur Rojek                      | Festiwal Sztuki Miasto Gwiazd | Złoty artKciuk            | Laureat     | [ 86 ] |
| 2014 | Składam się z ciągłych powtórzeń | Muzyka                        | Róże Gali                 | Nominacja   | [ 87 ] |
| 2015 | Składam się z ciągłych powtórzeń | Album roku – pop              | Fryderyk                  | Laureat     | [ 88 ] |
| 2015 | „Beksa”                          | Utwór roku                    | Fryderyk                  | Nominacja   | [ 89 ] |
| 2015 | „Syreny”                         | Utwór roku                    | Fryderyk                  | Nominacja   | [ 89 ] |
| 2015 | „Beksa”                          | Teledysk roku                 | Fryderyk                  | Nominacja   | [ 89 ] |
| 2015 | „Syreny”                         | Teledysk roku                 | Fryderyk                  | Nominacja   | [ 89 ] |
| 2020 | „Kundel”                         | Muzyka                        | Bestsellery 2020, Empik   | 12. miejsce | [ 90 ] |

## Ordery i odznaczenia
- 2013 – Krzyż Kawalerski Orderu Odrodzenia Polski[91]
- 14 października 2015 – Brązowy Medal „Zasłużony Kulturze Gloria Artis”[92]

## Teatr
| Tytuł                                   | Rok  | Rola        | Uwagi                                                    | Źródło |
| --------------------------------------- | ---- | ----------- | -------------------------------------------------------- | ------ |
| Królewna Śnieżka i siedmiu krasnoludków | 2007 | jako Gapcio | reżyseria: Magdalena Piekorz, Teatr Rozrywki w Chorzowie | [ 93 ] |

## Filmografia
| Tytuł                    | Rok  | Rola                            | Uwagi                                                         | Źródło |
| ------------------------ | ---- | ------------------------------- | ------------------------------------------------------------- | ------ |
| To my                    | 2000 | jako gość na imprezie           | film fabularny, reżyseria: Waldemar Szarek                    | [ 33 ] |
| Pogoda na jutro          | 2003 | jako członek zespołu muzycznego | film fabularny, reżyseria: Jerzy Stuhr                        | [ 33 ] |
| Rodzinka Robinsonów      | 2007 | n.d.                            | rola dubbingowana, film animowany, wykonanie partii wokalnych | [ 33 ] |
| Historia polskiego rocka | 2008 | jako on sam                     | film dokumentalny, reżyseria: Leszek Gnoiński, Wojciech Słota | [ 33 ] |